# Yudo Yuntu
Yudo Yuntu – elektryczny samochód osobowy typu crossover klasy subkompaktowej produkowany pod chińską marką Yudo od 2023 roku.

## Historia i opis modelu

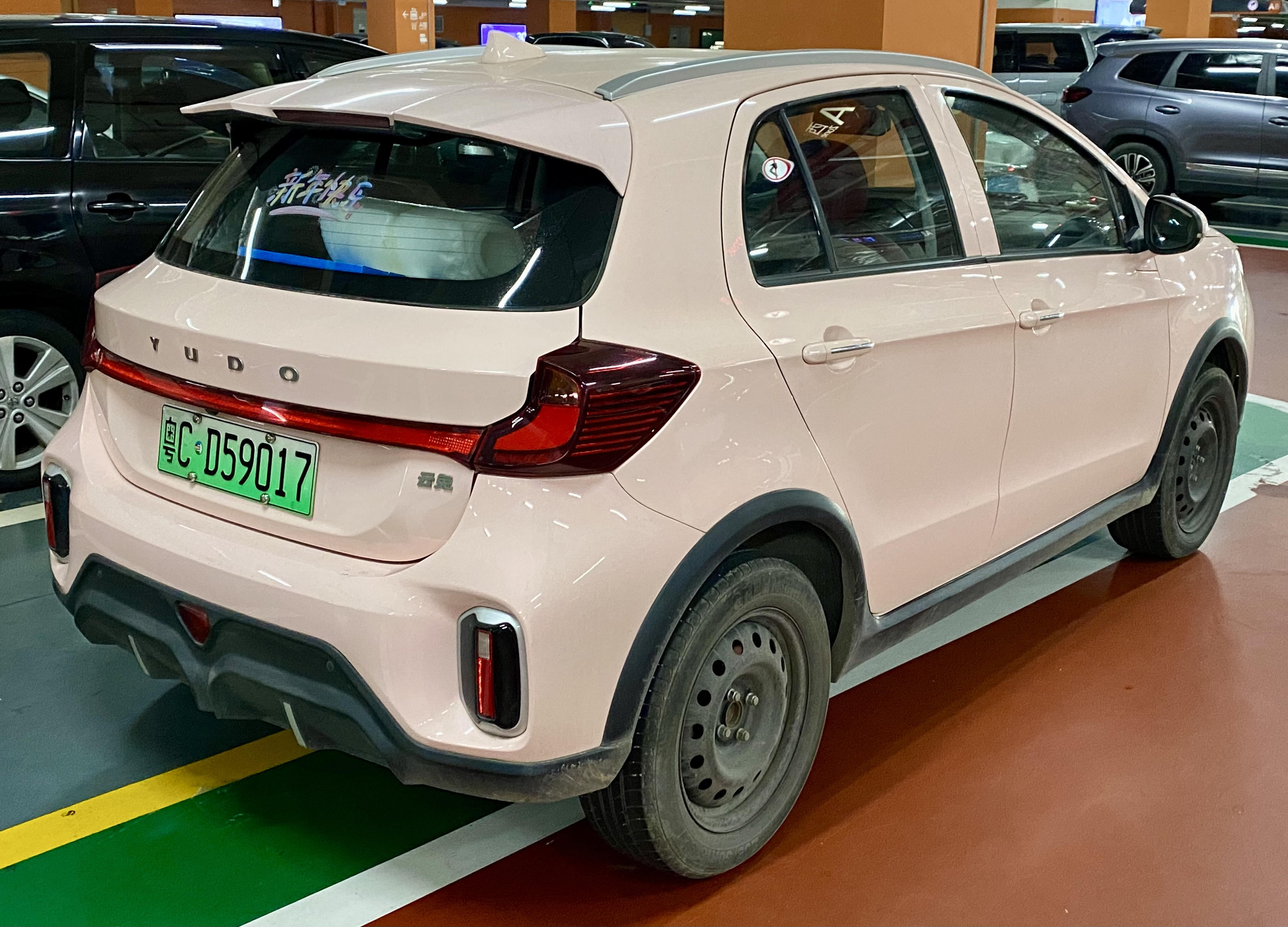
Yudo Yuntu - tył

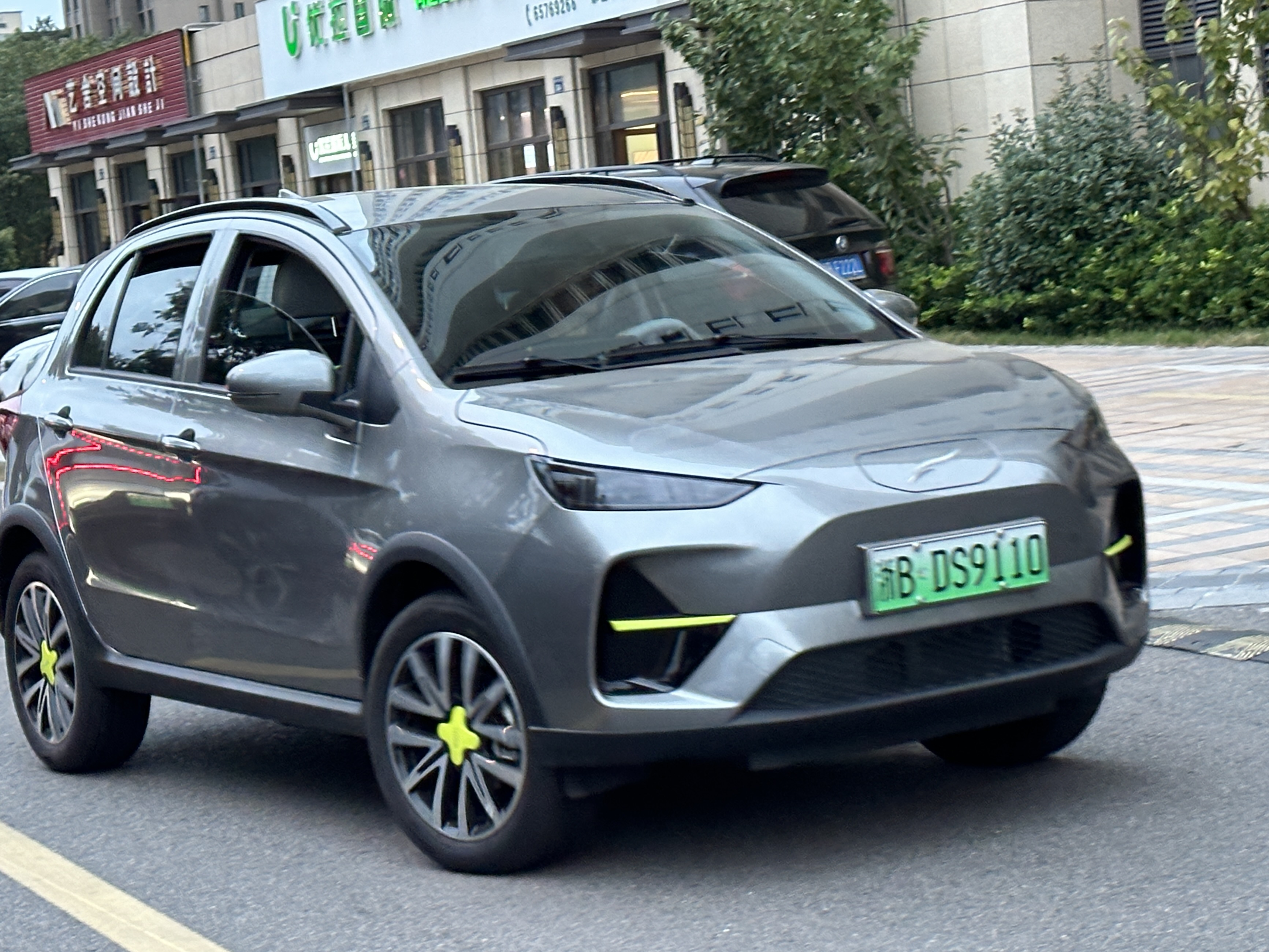
Yudo Yuntu w ruchu

W lutym 2023 chińska firma Yudo Auto przedstawiła pierwszy nowy model po zmianie właściciela w połowie 2022, będący zarazem pierwszą nowym samochodem tej marki od 6 lat. Yuntu powstał jako następca Yudo π1, będąc de facto jego głęboko zmodernizowaną pochodną, dalej bazującą na starszej technologii koncernu Great Wall Motors wywodzącej się z modelu Haval H1. W ten sposób, Yudo Yuntu dzieliło z nimi krągłą sylwetkę i charakterystyczną linię drzwi oraz szyb, zachowując unikalny projekt pasa przedniego i tylnego. Główną grupą docelową dla Yuntu są mieszkanki chińskich metropolii. Nazwa samochodu w języku chińskim nawiązuje do obowiązującego w momencie debiutu, 2023, roku królika.
Kabina pasażerska utrzymana została w prostej estetyce łaczącej jasne, kontrastowe barwy, z dwuramiennym kołem kierownicy, uproszczonym wyświetlaczem prędkościomierza i naładowania baterii przed kierowcą oraz centralnym, dotykowym ekranem dotykowym systemu multimedialnego. Nietypowym rozwiązaniem stało się wbudowany zestaw do karaoke.

### Sprzedaż
Yudo Yuntu powstało z myślą o sprzedaży wyłącznie na rodzimym rynku chińskim, bez planów ekspansji na rynkach zagranicznych. Oficjalna dystrybucja elektrycznego crossovera rozpoczęła się pod koniec lutego 2023, przewidując dwa warianty wyposażenia i 85 800 juanów za najtańszą specyfikację.

### Dane techniczne
Yuntu to samochód w pełni elektryczny, do którego napędu wykorzystano 95-konny silnik pozwalający rozpędzić się maksymalnie do 130 km/h i osiągnąć miejskiej prędkości 50 km/h w 4,2 sekundy. Przewidziano dwa dostępne pakiety baterii: 32 kWh pozwalający przejechać do 320 kilometrów na jednym ładowaniu oraz 42 kWh dający ok. 415 kilometrów zasięgu, w obu przypadkach według cyklu pomiarowego CLTC.